# Brończyce (Petite-Pologne)
Pour les articles homonymes, voir Brończyce.
Brończyce (prononciation : [brɔɲˈt͡ʂɨt͡sɛ]) est une localité polonaise de la gmina de Słomniki, située dans le powiat de Cracovie en voïvodie de Petite-Pologne.